# Попов, Павел Сергеевич
Па́вел Серге́евич Попо́в (28 июля (9 августа) 1892, Ивановское, Московская область, Российская империя — 31 января 1964, Москва, СССР) — российский и советский литературовед, историк философии. Кандидат философских наук (1943). Муж внучки Льва Толстого Анны Ильиничны (1888—1954), брат художницы Любови Сергеевны Поповой и музыковеда Сергея Сергеевича Попова (1887—1937). Близкий друг Михаила Булгакова.

## Биография
Сын Сергея Максимовича Попова (31.03.1862—25.06.1934), крупного текстильного фабриканта, главным предприятием которого была Ивановская суконная фабрика. Мать — Любовь Васильевна, урождённая Зубова (ум. 1923). Детей в семье было четверо и всем родители дали отличное образование: сыновья окончили университет, дочери — высшие женские курсы.
Павел Попов начал учиться в Ялтинской гимназии; в 1906 году переведён в 5-й класс гимназии Поливанова, где учился вместе с Александром Алехиным (вып. 1910). Затем окончил в 1915 году историко-филологический факультет Московского университета — историческую секцию. Ещё студентом, с 1911 года, он начал публиковать в «Голосе минувшего» рецензии на работы А. Бергсона, статьи о Ф. Достоевском, Л. Андрееве и др.
После окончания университета преподавал в гимназиях. В 1921 году П. С. Попов получил звание доцента; затем был профессором Нижегородского университета; работал в ГАХН (1923—1930), после разгрома которой и последовавших ареста и высылки — в Институте русской литературы (Пушкинском доме) (1931—1932) и снова в Москве — Институте международных отношений.
По характеристике бывшего его студентом акад. Л. Н. Митрохина: «Это был один из ярких представителей старой русской профессуры, для которых студенты и аспиранты составляли часть их семьи. Человек завидной эрудиции и порядочности».
В 1943 году он защитил диссертацию по аристотелевской тематике на соискание учёной степени кандидата философских наук, после чего до конца жизни преподавал на философском факультете МГУ. В 1947—1948 годы заведовал кафедрой логики — всего несколько месяцев; Н. И. Толстой комментировал в связи с этим: «… на виду ему было находиться неудобно, потому что был Павел Сергеевич не просто православного вероисповедания, а истово верующим христианином. Церковь посещал всегда, в любые времена, и нередко имел из-за этого служебные неприятности».
Членом КПСС не состоял.
На протяжении всей жизни интересовался проблемами бессознательного, но опубликовал на эту тему только работу «Бергсон и его критики» (1916), поскольку тема в советский период не приветствовалась. С 1922 года на квартирах у А. Ф. Лосева и П. С. Попова начались регулярные встречи приверженцев религиозного направления имяславцев.
Двоюродная сестра П. С. Попова, Анна Михайловна Шуберт, оставившая его биографию, писала: «После революции 1917 года… от разработки философских проблем гносеологического порядка он стал постепенно переходить на проблемы логики, на литературоведение».
После знакомства в Евпатории в 1925 году, П. С. Попов 24 ноября 1926 года обвенчался с внучкой Л. Н. Толстого, Анной Ильиничной, которая привлекла его к работе над 90-томным собранием сочинений своего знаменитого деда; совместно с женой Попов подготовил издание писем Софьи Андреевны Толстой (1936). Работал над собранием сочинений А. С. Пушкина: в 1937 году появилась его статья «Пушкин как историк» («Вестник Академии наук СССР»); в 1939 — книга «Архив опеки Пушкина» (М.: Гос. лит. музей, 1939. — 448 с.). Занимался также творчеством Тургенева, Достоевского («„Я“ и „Оно“ в творчестве Достоевского», 1928), Чехова. Был дружен с Михаилом Булгаковым, собирал материалы для его биографии, сохранилась их переписка.

## Научные труды
Опубликовал учебник «История логики нового времени» (1960). Материал, подготовленный Поповым, вошёл в состав коллективных монографий:
- Попов П. С., Симонов Р. А., Стяжкин Н. И. Развитие логических идей от античности до эпохи Возрождения. — М.: Издательство МГУ, 1974. — 222 с.
- Попов П. С., Стяжкин Н. И. Развитие логических идей в эпоху Возрождения. — М.: Издательство МГУ, 1983. — 153 с. — (История философии).

Умер в 1964 году. Похоронен на Ваганьковском кладбище.